# Kinya Kotani
Kinya Kotani (コタニ キンヤ Kotani Kin'ya?,  Prefectura de Saitama, 16 de julio de 1979), también conocido bajo su nombre artístico de KINYA, es un cantante y actor japonés. Es conocido por interpretar canciones para las series de anime Gravitation y Tsubasa: Reservoir Chronicle. Actualmente forma parte de la unidad musical Mad Soldiers junto con Daisuke Asakura y Kenichi Ito.

## Discografía

### Sencillos
Como BAD LUCK
- THE RAGE BEAT
- In the Moonlight
- Blind Game Again
- Glaring Dream
- Yuutsu no Seven Days
- Anti Nostalgic
- Spicy Marmalade (23 de julio de 1999)

Como Kinya Kotani
- Kounetsu BLOOD (26 de enero de 2000)
- Jounetsu BALLAD (3 de mayo de 2000)
- Sweet Sweet Samba (19 de julio de 2000)
- Easy Action (6 de diciembre de 2000)
- No! Virtual (28 de febrero de 2001)
- Love Stuff (23 de mayo de 2001)

Como KINYA
- BLAZE (22 de junio de 2005)
- aerial (17 de agosto de 2005)
- IT'S (24 de mayo de 2006)
- BEST POSITION!!! (26 de enero de 2008)

Como Kinya Kotani.
- SAMURAI SOUL
- Sora, Kaze
- This is GRAVITATION Vol.1
- This is GRAVITATION Vol.2
- This is GRAVITATION Vol.3
- raremetal heart
- Owl Of Soul
- metropolitan cowboy

### Álbumes
Como MC-K2
- MAD SOLDIER'S LABORATORY (21 de octubre de 1999)

Como Kinya Kotani
- HISTORY P-20 (7 de junio de 2000)
- WHAT? **PHYSICAL** (4 de julio de 2001)
- NATIVE (12 de noviembre de 2004)

Como KINYA
- Mikazuki (30 de agosto de 2006)

Como Kinya Kotani.
- IRO
- Continuation
- Electro
- Library
- GOLDEN BEST Limited Kinya Kotani. The Halfway Point